# 雲南市立吉田小学校
雲南市立吉田小学校（うんなんしりつ よしだしょうがっこう）は、島根県雲南市吉田町吉田にある公立小学校。

## 沿革
- 1874年2月 - 民谷村宇山清岸寺を仮校舎として民谷小学校創立
- 1874年7月1日 - 田部小学校創立。
- 1884年4月1日 - 第147番学区公立吉田小学校を杉戸に開設
- 1884年12月 - 第147番学区公立吉田小学校を吉田村に移す
- 1885年3月15日 - 杉戸分教場設置
- 1890年6月10日 - 吉田小学校杉戸分教場となる
- 1892年9月1日 - 吉田村立吉田尋常小学校開設。民谷小学校は吉田村民谷村合併により、民谷分教場となる
- 1893年9月1日 - 高等科を併設、吉田村立吉田尋常高等小学校と改称
- 1901年11月5日 - 民谷尋常小学校開設
- 1941年4月1日 - 吉田村立吉田国民学校と改称、民谷分校設置
- 1947年4月11日 - 吉田村立吉田小学校と改称、芦谷分校設置
- 1970年6月1日 - 杉戸分校並びに芦谷分校を本校に統合
- 2004年11月1日 - 町村合併により雲南市立吉田小学校・雲南市立吉田小学校民谷分校となる。
- 2012年4月1日 - 民谷分校を本校に統合

## 周辺
- 島根県道38号掛合上阿井線